# Everett De Roche
Everett De Roche, né le 12 juillet 1946 à Lincoln dans l'État du Maine et mort le 2 avril 2014 à Melbourne (à 67 ans), est un scénariste de films australien, d'origine américaine. 

## Filmographie comme scénariste
- 1970 - 1971 : Homicide (série télévisée) : 5 épisodes (Inquest / David's Diary/ Just Throw the Money/ Red Carpet Treatment/ Cat-Eyes)
- 1973 - 1974 : Ryan (série télévisée) : 3 épisodes (Moon Monkey /Fibber the Dancing Galah / A Song for Julie)
- 1971 - 1974 : Division 4 (série télévisée) : 6 épisodes ( Pigs Is Pigs/ Butcher, Baker, Troublemaker / A Nice Safe Job / Little Raver/ Rubber Bunny)
- 1972 - 1976 : Matlock Police (série télévisée) : 15 épisodes
- 1976 : Tandarra (série télévisée) : 2 épisodes (The Legacy of Walter Dummett / Plain Lizzy)
- 1976 : Solo One (série télévisée) : 1 épisode (My Bonnie)
- 1976 - 1977 : Bluey (série télévisée) : 4 épisodes (Scout's Honour  / The Mooball Man / Loose Lips Sink Ships/ The Hydra)
- 1977 : Chopper Squad (série télévisée) : 1 épisode (Pilot)
- 1978 : The Truckies (série télévisée) : 1 épisode (Road Game)
- 1978 : Long Weekend : scénario original
- 1978 : Patrick (scénario)
- 1979 : Skyways (série télévisée) : 1 épisode (Tia Yheti)
- 1979 : Snapshot
- 1980 : Harlequin (scénario original)
- 1980 : Locusts and Wild Honey
- 1981 : Déviation mortelle (scénario)
- 1981 : Les Bourlingueurs
- 1984 : Special Squad (série télévisée) : 1 épisode (War)
- 1984 : Razorback
- 1985 : L'école de tous les dangers (TV) : (scénario original)
- 1986 : Link
- 1986 : Le secret du lac
- 1986 : Windrider
- 1989 : Sydney Police (série télévisée) : 1 épisode (Pilot)
- 1990 : Bony (TV)
- 1991 : The Flying Doctors (série télévisée) : 2 épisodes (Monkey / Johnno Be Good)
- 1993 : Secrets (série télévisée)
- 1993 : R.F.D.S. (série télévisée) : 1 épisode (Cave In)
- 1993 : The Feds: Seduction (TV)
- 1994 : Blue Heelers (série télévisée) : 1 épisode (Meat Is Hung, Men Are Hanged)
- 1994 : À mi-galaxie, tournez à gauche (série télévisée) : 2 épisodes (Qwrk Lands on His Feet / Fun Is Dangerous)
- 1994 - 1995 : La saga des McGregor (série télévisée) : 2 épisodes (Where There's Smoke / High Country Justice)
- 1995 : Flipper (série télévisée)
- 1993 - 1998 : Ship to Shore (série télévisée) : 8 épisodes
- 1995 - 1996 : Fire (série télévisée) : 8 épisodes
- 1996 - 1997 : Medivac (série télévisée) : 3 épisodes
- 1997 : Océane (série télévisée) : 2 épisodes (The Mysterious Pyramid / The Transport)
- 1997 - 1998 : Maginnis (série télévisée) : 3 épisodes (Return of the Phantom / Don't Cry for Me Arch 'n' Tina / Naughty Bits)
- 1999 : Les Nomades du futur (série télévisée) : 2 épisodes (The Lion / Moshi, the Horse)
- 2000 - 2001 : Something in the Air (série télévisée) : 4 épisodes
- 1998 - 2001 : Stingers (série télévisée) : 5 épisodes
- 2001 : Cybergirl (série télévisée) : 4 épisodes
- 2003 : Grand galop (série télévisée) : 1 épisode (Show Ponies: Part 1)
- 2003 : Visitors
- 2004 : Parallax (série télévisée) : 4 épisodes
- 2006 : Two Twisted (série télévisée) : 1 épisode (A Date with Doctor D)
- 2007 : Storm Warning
- 2008 : Long Weekend
- 2009 : Nine Miles Down
- 2010 : K-9 (série télévisée) : 1 épisode (Alien Avatar)